# Липранди, Иван Петрович
Ива́н Петро́вич Липра́нди (17 [28] июля 1790 — 9 [21] мая 1880) — российский военный и государственный деятель, военный историк. Генерал-майор Русской императорской армии. Деятель тайной полиции. Автор воспоминаний о Пушкине. Старший брат Павла Липранди, дядя генерала Рафаила Павловича Липранди.

## Биография
Принадлежал к испано-мавританскому роду Липранди, в XVII веке осевшему в Пьемонте. Его отец, владелец ткацких фабрик в Мондови, приехал в конце XVIII века в Россию, где занялся организацией Александровской мануфактуры и ряда других производств. Детей крестил в православную веру.
В 1807 году Липранди вступил в службу колонновожатым. Участвовал в Наполеоновских войнах 1808—1809 годах, получил золотую шпагу «за храбрость». Находился при генерал-адъютанте М. П. Долгорукове, когда его убило ядром под Иденсальми. В Отечественную войну в качестве обер-квартермейстера корпуса Д. С. Дохтурова побывал в битвах при Смоленске, Бородине (за которое отмечен св. Владимиром 4-й степени), Тарутине, Красном, Малоярославце; отличился в битве на реке Кацбах, принимал участие в битве народов под Лейпцигом.
До 1819 года подполковник генерального штаба Липранди оставался во Франции в составе русского оккупационного корпуса под командованием М. С. Воронцова и М. Ф. Орлова. За это время ознакомился с методами агентурной работы шефа тайной полиции Видока, которые с успехом применил в России. Участвовал в разоблачении тайного «общества булавок». Встречавший его в Париже Вигель вспоминал впоследствии:

Всякий раз, что, немного поднявшись по лестнице, заходил я к нему, находил я изобильный завтрак или пышный обед: на столе стояли горы огромных персиков, душистых груш и доброго винограда. И кого угощал он? Людей с такими подозрительными рожами, что совестно и страшно было вступать в разговоры. <…> И что за охота принимать таких людей? Из любопытства, подумал я: через них знает он всю подноготную, все таинства Парижа, которые тогда ещё не были напечатаны.
Дальнейшему развитию карьеры Липранди помешала репутация бретёра, закрепившаяся за ним после известной дуэли с бароном Бломом («лучший шпажист шведской армии») во время Финляндской войны. По возвращении на родину служил подполковником в Камчатском, Якутском пехотном (с августа 1821) и 33-м Егерском полках (с апреля 1822 года), которые были расквартированы в Бессарабии. В Кишинёве женился на рано умершей Томас-Розине Гузо. В ноябре 1822 года вышел в отставку полковником и, по некоторым сведениям, примкнул к тайному обществу «Союз благоденствия»:

В уважение его передовых мыслей и убеждений Липранди принят в члены открывшегося в 16-й дивизии отдела тайного общества, известного под названием «Зелёной книги». При открытии, в 1820-х годах, восстания в Италии, он просил у начальства дозволения стать в ряды волонтеров народной итальянской армии, и по поводу неприятностей за это, принятое как дерзость, его ходатайство, он принуждён был выйти в отставку и, выказывая себя верным своим убеждениям к прогрессу и званию члена тайного общества, был коренным другом сослуживца его по 32-му егерскому полку майора В. Ф. Раевского.— С. Г. Волконский
В начале 1820-х Липранди жил в Тирасполе и Одессе в качестве чиновника особых поручений при генерал-губернаторе Воронцове. Во время южной ссылки Пушкина (сентябрь 1820 — июль 1824) сблизился с поэтом, который пользовался его библиотекой и хвалил в нём «учёность истинную» в сочетании «с отличными достоинствами военного человека». Из всех современников Пушкина наиболее подробно обрисовал круг его одесских и бессарабских занятий и знакомств в своих воспоминаниях именно Липранди, видевший в то время его почти ежедневно. Считается, что Липранди подсказал Пушкину сюжеты повестей «Выстрел» (в которой он выведен под именем Сильвио), «Дука», «Дафна и Дабижа» (обработки молдавских преданий, не сохранились).

[Липранди] всегда был мрачен, и в мутных глазах его никогда радость не блистала. В нём было бедуинское гостеприимство, и он готов был и на одолжения, отчего многие его любили. Ко всем распрям между военными был он примешан: являясь будто примирителем, более возбуждал ссорящихся и потом предлагал себя секундантом. Многим оттого казался он страшен; но были другие, которые уверяли, что когда дело дойдёт собственно до него, то ни в ратоборстве, ни в единоборстве он большой твердости духа не покажет.— Ф. Ф. Вигель
После восстания декабристов Липранди был арестован в Кишинёве по подозрению в причастности к Союзу благоденствия, привезён в Петербург на главную гауптвахту, но уже 19 февраля 1826 года освобождён с оправдательным аттестатом. Накануне войны с турками налаживал агентурную сеть военной полиции в Придунайских княжествах. В 1832 году, по окончании боевых действий, уволился с военной службы генерал-майором и женился на гречанке Зинаиде Самуркаш (ум. 1877); от этого брака имел трёх сыновей.
С 1840 года состоял чиновником особых поручений при министре внутренних дел в чине статского, а затем действительного статского советника. Как сотрудник тайной полиции играл ключевую роль в раскрытии кружка петрашевцев. По поручению министра внутренних дел Л. А. Перовского он установил наблюдение над Петрашевским и его единомышленниками, а по прошествии года представил Л. В. Дубельту четыре именные списка лиц, более или менее причастных к тайному обществу; все они были арестованы. Следственная комиссия пригласила Липранди высказать своё мнение о деле. Представленная им записка, по собственным его словам, способствовала неблагоприятному для обвиняемых исходу дела (текст записки опубликован в альманахе «Полярная звезда» в 1861 году и перепечатан в журнале «Русская старина» в 1872 году).

Липранди можно считать отцом жандармской провокации. Ещё при разработке кружка петрашевцев он предлагал через внедрённого в это общество информатора Антонелли подбросить Петрашевскому идею встретиться тайно с посланцами горцев Шамиля, затем судить его за сношение с открытыми врагами империи и вынашивание планов вооружённой борьбы с властью. На роли таких эмиссаров в Третьем отделении даже подобрали двух черкесов из императорского конвоя, но запустить их «в производство» не успели.
На рубеже 1850-х Липранди было поручено заняться преследованием старообрядцев, а также скопцов. Досконально изучив жизнь и нравы различных сектантов, Липранди пришёл к выводу, что они не представляют угрозы для царской власти. В 1853—1856 годах находился в отставке. После воцарения Александра II поступил на службу в удельное ведомство, где, по сообщению С. Г. Волконского, «имел дерзость подать проект об учреждении при университетах школы шпионов, вменяя в обязанность попечителям давать сведения министерству о тех студентах, которых употребляют они, чтобы иметь данные о мыслях и действиях их товарищей».
В 1854 году Липранди был выведен из штата МВД и получил чин генерал-майора.
Летом 1856 года Липранди по «особому поручению» начальника III отделения Василия Долгорукова проводил расследование по циркулировавшим тогда слухам о якобы предстоящем покушении на императора Александра II. По выводам Липранди слухи были пустопорожними, что Долгорукова не удовлетворило и Липранди больше не привлекали к расследованиям.
Липранди был одним из немногих высокопоставленных борцов со взяточничеством. В 1856 году он, будучи действительным статским советником, изложил свои взгляды на причины коррупции и организацию борьбы с ней в докладе (доклад был опубликован Императорским обществом истории и древностей российских при Московском университете в 1870 году под названием «О взятках, взяточниках и доносчиках»). По выводам Липранди уровень коррупции зависит от уровня правопорядка, установленного правительством, в первую очередь — от устойчивости социального и материального положения чиновников и беспристрастности судов. При этом Липранди считал допустимыми некоторые виды взяток — те подношения, которые люди дают добровольно в качестве благодарности, а также взятки, не приняв которые, чиновник рискует лишиться места из-за коррупции вышестоящих начальников.
Липранди вышел в отставку в 1861 году. Окончательно удалившись от государственной деятельности, он занялся собиранием материалов об Отечественной войне, составил каталог всех посвящённых ей публикаций и на исходе жизни вёл поимённый учёт доживших до того времени ветеранов наполеоновских войн. Л. Толстой цитировал материалы Липранди в «Войне и мире», а после публикации романа прислал ему экземпляр книги с дарственной надписью. Заслуженный генерал был весьма задет появлением в печати «Записок» Вигеля, рисующих его двурушником, жившим в своё удовольствие на тайные выплаты от правительства, и выпустил на них пространные опровержения.
В 1866 году И. П. Липранди стал действительным членом Общества истории древностей российских при Московском университете.
Умер в возрасте 89 лет и был похоронен на Волковом кладбище в Санкт-Петербурге.